# Podúsek 1./V. Zbečník

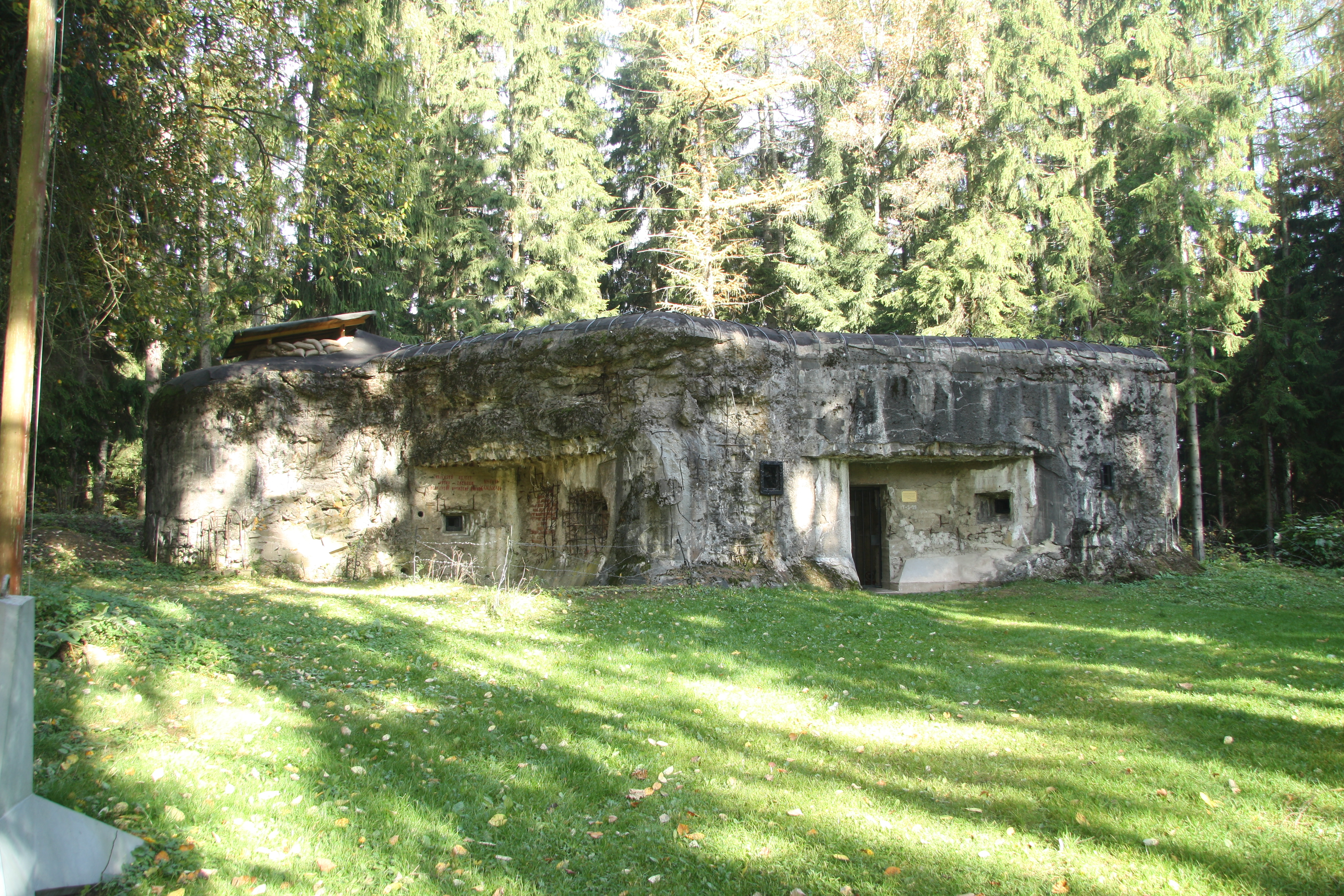
Pěchotní srub T-S 19 „Turov“

Stavební podúsek 1./V. Zbečník vznikl při stavbě těžkých objektů československého opevnění v roce 1938 na Náchodsku v okolí Hronova. Spadal do působnosti Ženijního skupinového velitelství V Náchod. Podúsek byl zadán ke stavbě pražské firmě Ing. Josef Filip Praha dne 18. května 1937. K výstavbě bylo zadáno celkem 9 těžkých objektů, všechny se podařilo realizovat.

## Základní údaje
Podúsek Zbečník byl podle původních plánů nejvýchodnějším podúsekem trutnovského úseku těžkého opevnění, proto jsou objekty označeny písmenem T a číslování začíná od čísla 1a. Teprve v průběhu příprav byl podúsek Zbečník převeden do působnosti ŽSV V Náchod.
Do neveřejné soutěže na výstavbu podúseku 1./V., kterou vypsala vojenská správa, se přihlásilo 12 stavebních firem. Nejnižší nabídku podala stavební firma ing. Gregar a Hamerka a další nejnižší nabídku předložila firma ing. Frič Bratislava. Ředitelství opevňovacích prací však výstavbu podúseku zadalo stavební firmě ing. Josef Filip Praha, která již prováděla opevňovací práce ve Slezsku v úseku Hlučín–Šilheřovice (stavební podúsek 2./II. Ludgeřovice). Zde utrpěla ztrátu, jejíž úhradu požadovala na vojenské správě. Výstavba tohoto podúseku jí byla zadána s podmínkou, že nebude náhradu požadovat. Při převzetí stavby musela firma složit kauci ve výši 5 % z celkové částky, což zde činilo 502 000 Kč.
Stavba byla zadána v dubnu 1937 a zahájena po přípravných pracích 28. června 1937. Zadané objekty: T-1a, T-1b, T-2, T-4, T-5, T-6, T-7, T-19, T20. Částka na celý podúsek činila 10 037 495 Kč.
Velitelem VSD 1./V. byl npor. žen. ing. Václav Sobotka, stavbyvedoucí por. stav. ing. Josef Moudrý.

## Průběh linie
V rámci stavebního podúseku Zbečník bylo zadáno celkem 9 objektů. Linie stavěná v rámci podúseku 1./V. sestává ze dvou oddělených částí. 
Na jihovýchodě začíná objektem T-S 1a na kótě Signál nad vesnicí Slavíkov u Horní Radechové, kde navazuje na N-S 93b, poslední objekt podúseku 2./V. Babí. Dále pokračuje k severu po hřebeni mezi Horní Radechovou a Hronovem. Dále překonává údolí v němž leží zástavba vesnice Zbečník a severně od něj končí souvislá linie objektem T-S 7. V rámci této linie by zrušen původně plánovaný pěchotní srub T-S 3, který byl nahrazen objektem lehkého opevnění vzor 37. 
Dále měla následovat soustava tvrze Jírová hora v prostoru hory Maternice, tvořící samostatný podúsek 8./V. Jírová Hora (objekty T-JH-S 8 – T-JH-S 15) který však nebyl vůbec zadán k výstavbě. Stejně tak následující trojice samostatných objektů T-S 16, T-S 17 a T-S 18, které vzhledem ke své poloze na strmém hřebeni Jestřebích hor neměly prioritu, a proto byla jejich výstavba odložena a měly být zadány až dodatečně.
Severní část podúseku 1./V. Zbečník sestává z dvojice objektů T-S 19 a T-S 20, které tvoří uzávěr silnice u vesnice Chlívce.

## Seznam objektů
Pozn.: Objekty jsou řazeny od jihovýchodu na severozápad.
| Snímek          | Další snímky                                              | Označení | Název     | Odolnost | Stav v r. 1938 (datum betonáže) | Umístění                        | Poznámky |
| --------------- | --------------------------------------------------------- | -------- | --------- | -------- | ------------------------------- | ------------------------------- | -------- |
|                 |                                                           | T-S 1a   | Kóta A    | II       | 6.–12. prosince 1937            | 50°27′40″ s. š., 16°9′56″ v. d. | muzeum   |
|                 |                                                           | T-S 1b   | Kóta B    | II       | 4.–8. dubna 1938                | 50°27′45″ s. š., 16°9′53″ v. d. |          |
|                 |                                                           | T-S 2    | Studénka  | II       | 2.–6. listopadu 1937            | 50°28′8″ s. š., 16°9′53″ v. d.  |          |
|                 |                                                           | T-S 3    |           | 2        | zrušen                          |                                 |          |
|                 |                                                           | T-S 4    | Na hřbetu | II       | 15.–20. listopadu 1937          | 50°28′26″ s. š., 16°9′50″ v. d. | muzeum   |
|                 |                                                           | T-S 5    | U křížku  | II       | 6.–12. září 1937                | 50°28′45″ s. š., 16°9′54″ v. d. | muzeum   |
|                 |                                                           | T-S 6    | Písník    | II       | 24.–29. září 1937               | 50°29′ s. š., 16°10′2″ v. d.    |          |
|                 |                                                           | T-S 7    | Lom       | III      | 11.–15. října 1937              | 50°29′10″ s. š., 16°9′59″ v. d. |          |
|                 |                                                           | T-S 16   |           | III      | nezadán                         | 50°29′48″ s. š., 16°8′58″ v. d. |          |
|                 |                                                           | T-S 17   |           | II       | nezadán                         | 50°29′59″ s. š., 16°8′44″ v. d. |          |
|                 |                                                           | T-S 18   |           | II       | nezadán                         | 50°30′10″ s. š., 16°8′18″ v. d. |          |
| T-S 19 Turov    | Kategorie „T-S 19 Turov casemate“ na Wikimedia Commons    | T-S 19   | Turov     | II       | 12.–15. května 1938             | 50°30′20″ s. š., 16°8′ v. d.    | muzeum   |
| T-S 20 Na pláni | Kategorie „T-S 20 Na pláni casemate“ na Wikimedia Commons | T-S 20   | Na pláni  | II       | 25.–30. dubna 1938              | 50°30′28″ s. š., 16°7′30″ v. d. | muzeum   |